# عروس مسينا أو الإخوة الأعداء

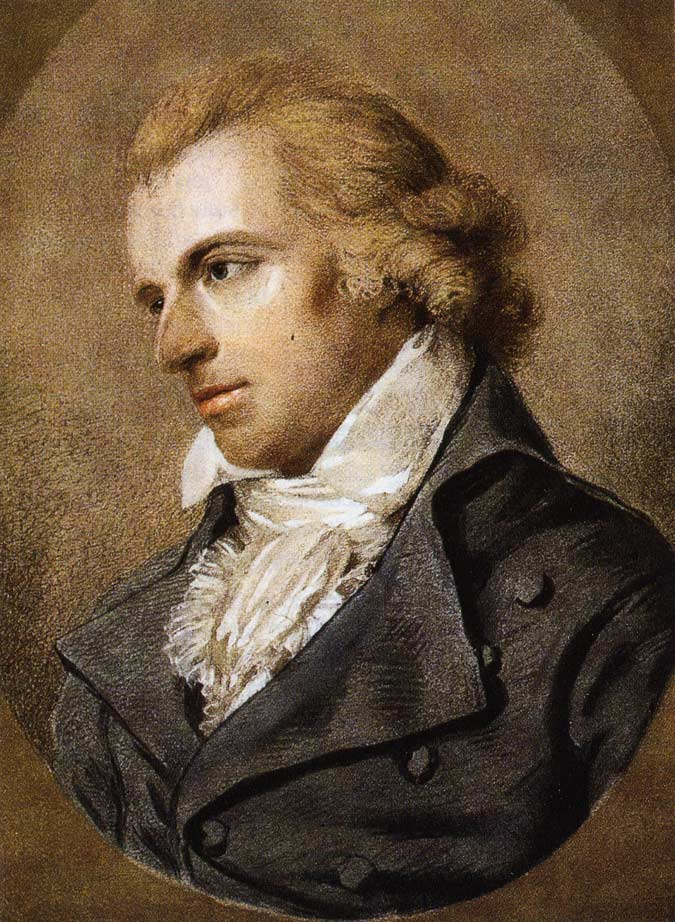
فريدرش شيلر

عروس مسينا أو الإخوة الأعداء (بالألمانية: Die Braut von Messina oder Die feindlichen Brueder) مسرحية تراجيدية من تأليف الكاتب المسرحي الألماني فريدرش شيلر (1759-1805)، تم عرضها للمرة الأولى في 19 مارس 1803 في مدينة فايمار. وهي تعد واحدة من أكثر أعمال شيلر إثارة للجدل، نظراً لاستخدامه عناصر من التراجيديا اليونانية (الكورال)، ويعلل اسلوبه هذا في مقال كتبه بعنوان «عن استخدام الكورال في المسرحية التراجيدية» (Über den Gebrauch des Chors in der Trag die) ثم جعله شيلر مقدمة للمسرحية.

## وصلات خارجية
| - عروس مسينا أو الإخوة الأعداء، على كومنز (مخزن ملفات). - عروس مسينا أو الاخوة الأعداء، على كتب جوجل. - عروس مسينا أو الاخوة الأعداء، على مشروع جوتنبرج. - عروس مسينا أو الاخوة الأعداء، على أرشيف الإنترنت. | - عروس مسينا أو الاخوة الأعداء، على جود ريدز. - عروس مسينا أو الاخوة الأعداء، على الفهرس العالمي. - عروس مسينا أو الأخوة الأعداء، على مكتبة جامعة هارفارد. - عروس مسينا أو الاخوة الأعداء، على موقع أمازون. |  |